# Ius naturale
Ius naturale (em português: direito da natureza) é um categoria do direito romano que compreendia as leis aplicáveis a todos os seres. O ius naturale dos juristas romanos não é o mesmo que está implícito no sentido moderno do termo direito natural.
A escravidão, por exemplo, fazia parte do ius gentium de todo o Império, porque ela era conhecida e aceita como uma instituição social normal em todas as partes do mundo conhecido. No entanto, como forçar pessoas a trabalhar para outras era uma condição produzida pelo homem, isto é, não era atribuída à ordem natural, as leis relativas à escravidão eram consideradas parte do ius gentium, mas não do ius naturale.
A concepção do ius naturale surgiu com os estóicos, e os romanos deram uma grande importância a esse tema. Eles mencionaram uma vez que "ius naturale est quod natura omnia animalia docuit", que significa que o ius naturale é o direito que a natureza concedeu a todas as coisas vivas. Em uma passagem muito conhecida, Ulpiano definiu-o como "aquele que a natureza atribui aos animais".